# Il pittore e la ragazza
Il pittore e la ragazza (in olandese De schilder en het meisje) è un romanzo pubblicato nel 2010 in prima edizione olandese e nel 2012 in prima edizione italiana dalla scrittrice olandese Margriet de Moor.

## Storia

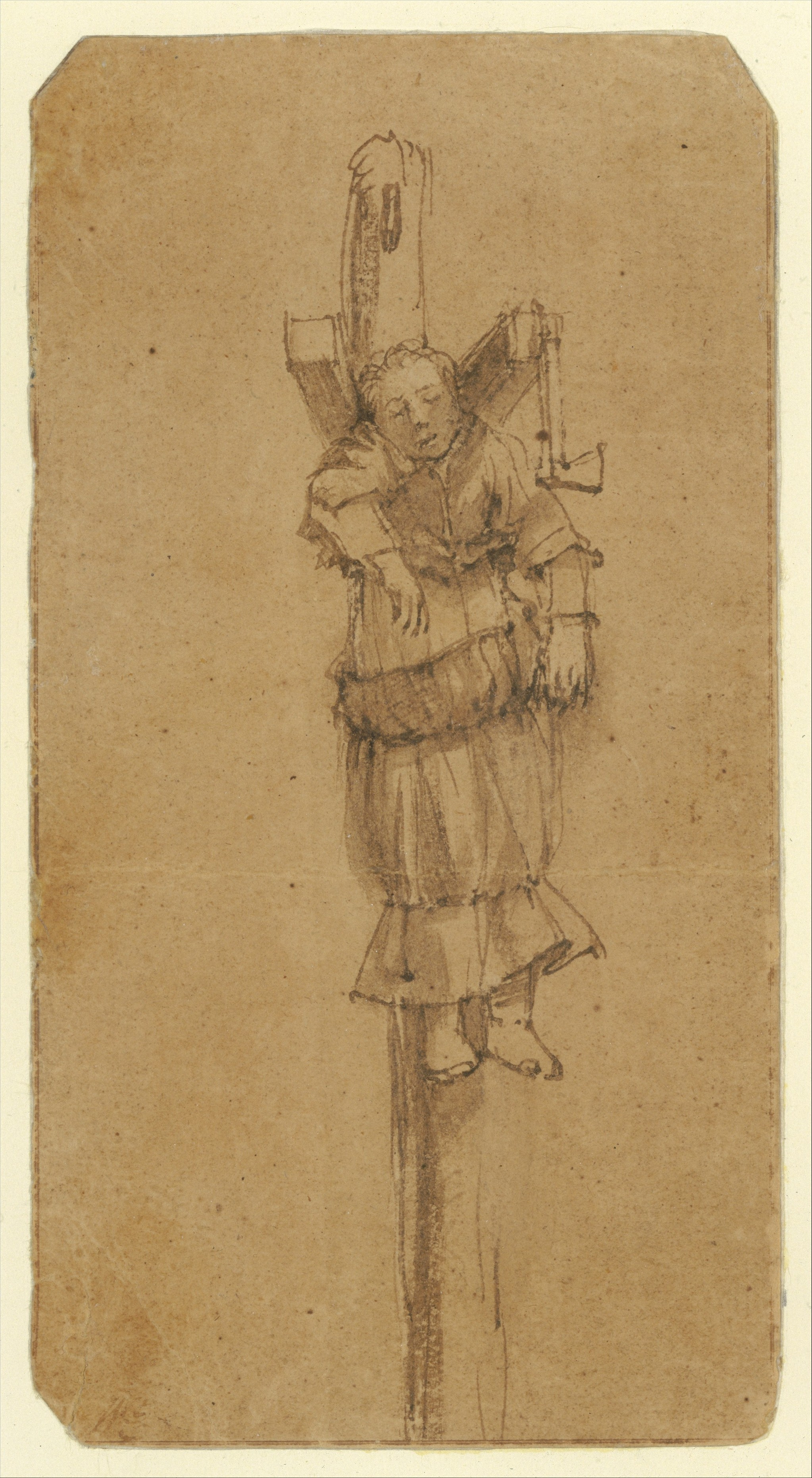
Elsje Christiaens, opera di Rembrandt

Il pittore e la ragazza è il romanzo di Margriet de Moor scritto dopo De kegelwerper, del 2006, L'autrice si è interessata alla tragica vicenda raccontata nel romanzo dopo aver letto un articolo della storica olandese Isabella Henriette van Eeghen che lavorava  per gli archivi della città di Amsterdam e dopo aver visto la riproduzione dell'opera di Rembrandt raffigurante Elsje Christiaens. Così ad Amsterdam, il 3 maggio 1664, un disegno legherà per sempre la vita di una ragazza danese e quella del pittore Rembrandt, anche se non sarà mai citato esplicitamente nel romanzo.

## Descrizione
Il 3 maggio 1664, una ragazza di diciotto anni fu strangolata pubblicamente nella centrale piazza Dam ad Amsterdam davanti a moltissime persone che erano convenute per assistere all'esecuzione. Anche Rembrandt si trovava in città ma non aveva alcun desiderio di andare a vedere. Più tardi, quel giorno, sentì da suo figlio i dettagli sugli orribili ultimi minuti della ragazza. Elsje Christiaens, una ragazza dello Jutland, aveva deciso di recarsi ad Amsterdam in inverno. La sua vicenda in città iniziò quando trovò ricovero in una locanda di infimo livello nella quale le ragazze ospiti venivano invitate a pagare il conto offrendosi ai clienti. La ragazza rifiutò di appartarsi con un avventore del locale e la proprietaria, il giorno dopo, le chiese di saldare il suo conto, un solo tallero, immediatamente, colpendola anche per obbligarla. Elsje prima si fece prendere dalla rabbia e poi da una strana calma. Scorse un'accetta nella stanza e, con determinazione, colpì più volte la proprietaria. Ne seguì il processo, la condanna e l'esecuzione poi il suo corpo venne pubblicamente esposto. Tutta la vicenda sarebbe stata dimenticata se il grande pittore mai nominato non avesse deciso di dipingere l'opera che sarà chiamata La sposa ebrea. Dal XVIII secolo sino fino al XX secolo il soggetto rimase ignoto, e se ne interessò anche van Gogh. Tutta la vicenda parla di fatti realmente accaduti. Rembrandt nel 1664 ritrasse veramente in due disegni la serva Elsje Christiaens, straniera come lui ad Amsterdam.

## Edizioni

### Edizione originale
- (NL) Margriet De Moor, De schilder en het meisje: roman, Amsterdam, De Bezige Bij, 2010, OCLC 610775134.

### Edizione italiana
- Margriet De Moor, Il pittore e la ragazza, traduzione di Realizzata col contributo del Nederlands Letterenfonds Dutch Foundation for Literature, Vicenza, Neri Pozza, 2012, ISBN 9788854505407, OCLC 898613718.

### Edizioni in altre lingue
- (DE) Margriet De Moor, Der Maler und das Mädchen - Roman, traduzione di Helga van Beuningen, München, Hanser, 2011, OCLC 707077314.
- (CS) Margriet De Moor, Malíř a dívka, Příbram, Pistorius & Olšanská, 2011, OCLC 776511091.
- (FR) Margriet De Moor, Le peintre et la jeune fille, traduzione di Annie Kroon, Paris, Libella-M. Sell, 2012, OCLC 812523633.
- (DA) Margriet De Moor, Maleren og pigen: roman, traduzione di Lise Bøgh-Sørensen, Gudrun Gilhuis-Glenthøj, Aarhus, Turbine, 2013, OCLC 876445134.